# Theuville (Eure-et-Loir)
Theuville è un comune francese di 439 abitanti situato nel dipartimento dell'Eure-et-Loir nella regione del Centro-Valle della Loira.

## Società

### Evoluzione demografica
Abitanti censiti